# ビーアイテック
ビーアイテックは、BSN新潟放送関連の会社である。

## 会社概要
- 所在地・新潟市中央区米山1丁目11番地11（昴ビル）
- 西牧　宏之（代表取締役）
- 創業・1983年2月
- 資本金・5千万円
- 事業・情報処理サービス業（システム販売・医療、福祉）